# Пахомов, Ярослав Дмитриевич
Ярослав Дмитриевич Пахомов (05.03.1926, село Дерюгино, Дмитриевский район, Курская область — 17.12.2003, Москва) — советский и российский учёный. Заслуженный деятель науки Российской Федерации (2002).

## Биография
Окончил Московский институт цветных металлов и золота, 1947.
Работал в НИИ неорганических материалов (ВНИИНМ). Заместитель директора ВНИИНМ с 1968 по 1992 год, затем главный научный сотрудник.
Руководитель отраслевых проблем по материаловедению, технологическим разработкам и созданию производств дисперсионных ТВЭЛов активных зон промышленных и исследовательских реакторов, изделий из металлического бериллия и сплавов на его основе.
Доктор технических наук.

## Награды и премии
Лауреат Ленинской и дважды лауреат Государственной премии СССР. Награждён орденом «Знак Почёта» и медалями.